# Boralde Flaujaguèse
Die Boralde Flaujaguèse ist ein Fluss in Frankreich, der im Département Aveyron in der Region Okzitanien verläuft. Sie entspringt in den Monts d’Aubrac, im Gemeindegebiet von Curières, entwässert generell in südwestlicher Richtung über die Westflanke des Hochplateaus Aubrac im Regionalen Naturpark Aubrac und mündet nach rund 29 Kilometern an der Gemeindegrenze von Saint-Côme-d’Olt und Espalion als rechter Nebenfluss in den Lot.

## Orte am Fluss
- Curières
- Flaujac, Gemeinde Espalion

## Sehenswürdigkeiten
- Kloster Bonneval